# Урлешти (Галац)
Урлешти (рум. Urlești) насеље је у Румунији у округу Галац у општини Корни. Oпштина се налази на надморској висини од 138 m.

## Становништво
Према подацима из 2002. године у насељу је живело 567 становника, од којих су сви румунске националности.